# Velika simbolička loža "Libertas"
Velika simbolička loža "Libertas" je bila slobodnozidarska velika loža koja je djelovala od 1927. do 1938. godine u Zagrebu.
Ova velika loža se nije oslanjala ni na jednu drugu veliku ložu u Jugoslaviji, niti u inozemstvu, nego je imala hrvatsko obilježje, bila je takozvana divlja loža.

## Povijest
U lipnju 1926. godine u Zagrebu su osnovane dvije masonske lože koje nisu djelovale pod zaštitom Velike lože Srba, Hrvata i Slovenaca "Jugoslavija", i to: obnovljena Loža "Ljubav bližnjega", formirana 16. lipnja. te Loža "Prometej", osnovana 17. lipnja.
Članovi Lože "Prometej" donijeli su deklaraciju kojom ističu kako ne postoji nacionalno, pa tako ni jugoslavensko slobodno zidarstvo, već samo slobodno zidarstvo u pojedinim zemljama. Takva načelna izjava bila je zapravo kritika političkog angažiranja Velike lože "Jugoslavija". Sukob je rastao, jer su za razliku od srpskih slobodnih zidara, koji su svoj rad usmjeravali kroz politiku, hrvatska braća smisao i vrijednost svoga rada vidjeli u humanističkom odnosu prema svijetu. Zbog svega toga Velika loža "Jugoslavija" je 3. siječnja 1927. godine donijela akt o suspenziji Lože "Prometej". Nakon toga dio članova, koji je izašao iz Lože "Pravednost" kao i iz Lože "Grof Ivan Drašković", utemeljili su novu, od Velike lože "Jugoslavija" nepriznatu, Ložu "Amicitia".
Nekoliko mjeseci kasnije, 29. svibnja 1927. godine, održana je skupština utemeljenja Lože "Ljubav bližnjega", Lože "Prometej" i Lože "Amicitia", na kojoj je proglašena Velika simbolička loža "Libertas". Veliki majstor je postao Veljko Tomić. Ove tri lože imale su oko 80 članova.
Od samog osnivanja ova velika loža postala je središte hrvatskog rodoljublja i "u njoj su se okupljali Hrvati koji su gajili nadu u bolje dane". Hrvatsko domoljublje, bar u pojedinaca, u ložama koje su radile pod zaštitom ove velike lože, moralo se skrivati, pogotovo za vrijeme Šestosiječanjske diktature. To prikrivanje je bilo moguće isticanjem intenzivnog zanimanja za ezoteriju, ali i činjenicom da je među tim masonima bio relativno velik broj Židova koje Velika loža "Jugoslavija" nije ni za vrijeme diktature mogla optužiti kao hrvatske nacionaliste, odnosno zbog protudržavnosti.
Velika loža i njene tri lože je prestala s radom 20. studenoga 1938. godine, između ostalog i zbog prodaje hrama u ulici Mošinskoga.

## Ustroj
Sjedište Velike simboličke lože bilo je u Zagrebu.

### Lože
Pod okriljem ove velike lože radile su tri lože u Zagrebu:
- Loža "Ljubav bližnjega", Zagreb
- Loža "Prometej", Zagreb – nosila naziv po Prometeju, grčkom bogu vatre.
- Loža "Amicitia", Zagreb – nosila naziv po latinskoj riječi za prijateljstvo u političkoj terminologiji.[5]

### Uprava
Velikom simboličkom ložom "Libertas" upravljao je veliki majstor. Veliki majstori bili su:
1. Veljko Tomić (1927. – 1930.)
2. Lav Mazzura-Marov (1930.)
3. Milan Schwartz (1931. – 1936.)
4. Stjepan Cernjak (1936. – 1938.)
5. Vladimir Rukavina (1938.)

## Poznati članovi
Neki od poznatih članova ove velike lože bili su:
- Slavko Batušić (1902. – 1979.), književnik, publicist, teatrolog
- Julije Benešić (1883. – 1957.), književnik i jezikoslovac
- Mile Budak (1903. − 1961.), liječnik[7]
- Pavao Deutsch (1897. – 1948.), arhitekt
- Hugo Ehrlich (1879. – 1936.), arhitekt
- Aleksandar Freudenreich (1892. – 1974.), arhitekt
- Josip Horvat (1896. – 1968.), novinar i povjesničar[8]
- Ivan Krznarić (1891. – 1964.), novinar
- Hrvoje Macanović (1904. – 1980.), športaš, novinar i športski djelatnik
- Lav Mazzura (1876. – 1930.), odvjetnik i političar
- Ive Mihovilović (1905. – 1988.), novinar
- Omer Mujadžić (1903. — 1991.), slikar
- Ivo Pevalek  (1893. – 1967.), botaničar i akademik
- Ladislav Polić (1874. – 1927.), pravnik i politolog
- Stjepan Šulek (1914. – 1986.), violinist, skladatelj
- Boris Zarnik (1883. – 1945.), biolog